# Държавно устройство на Доминика
Доминика по формата на своето държавно устройство е парламентарна република.

## Органи на властта
Държавен глава на страната е президентът, избиран от парламента за 5-годишен срок.
Законодателната власт е представена от Камарата на събранието. Тя представлява 1-камарен парламент, състоящ се 31 или 32 членове:
- 21 депутати се избират на общи избори в 1-мандатни многопартийни райони за 5-годишен срок,
- 9 сенатори се избират от депутатите (ако те решат да ги избират) или се назначават от президента по препоръки (5 – от министър-председателя, 4 – от лидера на опозицията),
- 31-ви член се назначава,
- 32-ри член – ако спикерът (председател), избран от членовете на Камарата, не е неин член.

Изпълнителната власт принадлежи на Кабинета на Доминика (правителство) начело с министър-председател, избиран от Камарата на събранието. Членове на Кабинета могат да бъдат не повече от 3 сенатори.
Съдебните органи по законодателството са независими.
Право на глас имат всички граждани на Републиката на възраст над 18 години.

## Текущо състояние
Понастоящем президент е Николас Ливерпул - от 2003 г., а министър-председател е Рузвелт Скерит - от 2004 г. В резултат от парламентарните избори от 2009 г. Доминиканската лейбъристка партия (лява) получава 18 места, а Обединената работническа партия (центристка) – 3 места.
Политическа активност проявяват също извънпарламентарните партии Доминиканска партия на свободата (дясна), Народно-демократично движение и Доминиканска прогресивна партия.

## Политика
През януари 2008 г. Доминика влиза в организацията (името е от 2009 г.) Боливариански алианс за народите на наша Америка – Търговски договор на народите (Alianza Bolivariana para los Pueblos de Nuestra América – Tratado de Comercio de los Pueblos, съкращавано като ALBA). В нея членуват Боливия, Венецуела, Куба, Никарагуа, Хондурас и провежда твърда антиамериканска политика.